# Ethobunus foliatus
Ethobunus foliatus is een hooiwagen uit de familie Zalmoxioidae.